# Bataille de Wilson's Creek
 (avril 2021).
Si vous disposez d'ouvrages ou d'articles de référence ou si vous connaissez des sites web de qualité traitant du thème abordé ici, merci de compléter l'article en donnant les références utiles à sa vérifiabilité et en les liant à la section « Notes et références ».
Pour les articles homonymes, voir Wilson's Creek.
Guerre de Sécession
Batailles
Opérations pour contrôler le Missouri
- Boonville
- Cole Camp
- Carthage
- Wilson's Creek
- Dry Wood Creek
- Liberty
- Lexington (1re)
- Fredericktown
- Springfield (1re)
- Mount Zion Church
- Blackwater Creek (en)

La bataille de Wilson's Creek, aussi connue sous le nom de battle d'Oak Hills, est la première bataille importante de la guerre de Sécession livrée à l'ouest du Mississippi au sein du futur département du trans-Mississippi. Elle se déroule le 10 août 1861, près de Springfield, dans l'État du Missouri, entre les forces de l'armée de l'Union et la garde de l'État du Missouri.

## Contexte
Le général Nathaniel Lyon occupe avec ses troupes la ville de Springfield, dans le sud-ouest du Missouri, après avoir repoussé les miliciens, plus nombreux mais mal équipés, de Sterling Price. Ceux-ci sont alors rejoints par les troupes commandées par le général Benjamin McCulloch et détiennent désormais une supériorité numérique de plus de deux contre un face à l'armée fédérale. Lyon, refusant de battre en retraite et d'abandonner tout le terrain conquis, prend la décision audacieuse de passer à l'offensive et divise son armée en envoyant 1 200 hommes sous les ordres de Franz Sigel contourner les confédérés, qui ont leur campement près de la Wilson's Creek (à 16 km au sud de Springfield) pour les prendre à revers. 

## Bataille
La manœuvre réussit et les fédéraux lancent une attaque en tenailles au matin du 10 août mais, malgré l'effet de surprise, les sudistes se reprennent et stabilisent leurs positions. L'attaque des troupes de Sigel, d'abord victorieuse, est enrayée par un régiment sudiste : les fédéraux (qui l'ont confondu avec des troupes amies) le laissent s'approcher assez près, et son feu de salve fait des ravages avant que les nordistes ne réalisent leur erreur. Dès lors, la colonne de Sigel est mise en déroute par une contre-attaque et les confédérés peuvent se concentrer sur l'attaque frontale menée par Lyon. Le général nordiste est tué au cœur de la bataille, ce qui achève de démoraliser ses troupes qui battent en retraite sur Springfield, sans être poursuivies cependant par des sudistes désorganisés. 

## Conséquences
Avec des pertes à peu près égales des deux côtés, la bataille n'est pas une grande victoire tactique mais ses conséquences stratégiques sont importantes. Les fédéraux doivent se replier jusqu'à Rolla, à 160 km au nord de Springfield, alors que Price, qui a rallié de nouvelles recrues grâce à cette victoire, poursuit l'offensive et vient assiéger la ville de Lexington, dont la garnison de 3 500 hommes fait sa reddition le 20 septembre après trois jours de résistance. À la suite de l'arrivée de renforts nordistes, les forces de Price se retirent alors dans le sud-ouest de Missouri.